# Zemětřesení v Ťi-ťi
Zemětřesení v Ťi-ťi (čínsky: 集集大地震; tongyong pinyin: jíjí dàdìjhèn; hanyu pinyin: jíjí dàdìzhèn; český přepis: ťi-ťi ta-ti-čen) se událo 21. září 1999 v centrálním Tchaj-wanu v 1:47 po půlnoci místního času (20. září v 17:47 UTC). Síla otřesu činila 7,3 stupňů Richterovy stupnice. Ohnisko se nacházelo na 23,87° severní zeměpisné šířky a 120,75° východní zeměpisné délky ve městě Ťi-ťi, v hloubce sedmi kilometrů pod povrchem.

## Následky
Následky zemětřesení podle tchajwanského ministerstva vnitra byly následující:
- 2 416 mrtvých (včetně nezvěstných)
- 11 441 zraněných
- hmotné škody 9,2 miliardy amerických dolarů
- 44 338 zcela zničených domů
- 41 336 částečně zničených domů

Otřesy na Tchaj-wanu pokračovaly v průběhu noci. Vyprávějí se neověřené historky o tom, že jinak neponičené domy se v důsledku otřesů přesunuly z místa na místo, takže jejich majitelé si byli nuceni nechat změnit adresu.